# Jackie Fox

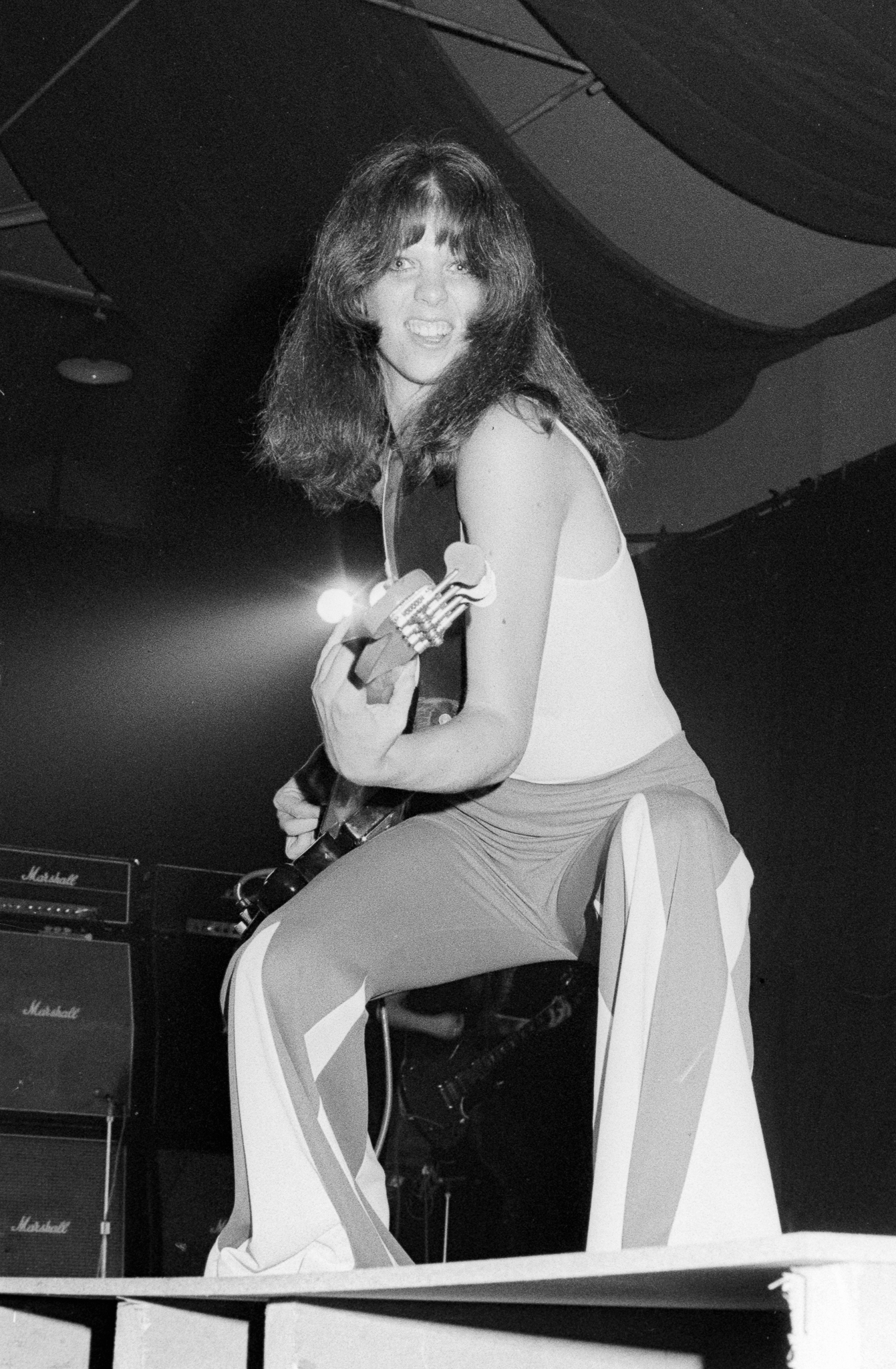
Jackie Fox, The Runaways, Brumrock ’76 in Birmingham

Jackie Fox, bürgerlich Jacqueline Louise Fuchs (* 20. Dezember 1959 in Los Angeles), ist eine US-amerikanische ehemalige Rockmusikerin. Von 1975 bis 1977 spielte sie die Bassgitarre in der ausschließlich mit Teenagerinnen besetzten Rockband The Runaways. Im Juli 2015 offenbarte sich Fuchs dem Journalisten Jason Cherkis von der Huffington Post als Vergewaltigungsopfer ihres damaligen Bandmanagers Kim Fowley, vierzig Jahre nach dem von Augenzeugen bestätigten Vorfall.

## Leben und Werk

### Frühe Jahre
Fuchs ist eine von zwei Töchtern ihrer jüdischen Eltern David Anthony Fuchs und Ronnie Fuchs, die 1958 von New York nach Kalifornien gezogen waren, sich aber im Verlauf der 1970er-Jahre trennten. Ihre Schwester ist die Drehbuchautorin Carol Fuchs. Jackie Fuchs war eine Einser-Schülerin, die nach ihrem ersten Jahr auf der High School bereits den Scholastic Assessment Test (SAT, US-amerikanischer Studierfähigkeitstest) absolviert und dabei ein Ergebnis von 98 Prozent erzielt hatte. 1975 plante Fuchs als Stipendiatin des National Merit Scholarship Program in ihrem letzten High-School-Jahr an der University of California, Los Angeles in Vollzeit Mathematik zu studieren.
Der Journalist Jason Cherkis beschrieb Fuchs als „schlauer und forscher als die anderen Teenager, die ständig Dinge tat, von denen man Mädchen eigentlich abriet. Sie besuchte die Summer School und belegte dort Werkkundekurse. Sie lernte Powerchords auf ihrer Stratocaster-Gitarre. […] Sie wurde an der Autobahnauffahrt gesehen, wo sie mit ihrem maßgefertigten, 6-Fuß-10-Zoll langen Schwalbenschwanz-Surfbrett aus Fiberglas unter dem Arm ihren Daumen zum Autostopp ausstreckte.“ Im Alter von 14 Jahren fuhr Jackie Fuchs oft bereits in den frühen Morgenstunden mit Freunden von ihrem Haus in Woodland Hills im San Fernando Valley über die Santa Monica Mountains an den Strand von Malibu, um dort schon vor Sonnenaufgang auf die richtige Welle zu warten. Unter den überwiegend männlichen Surfern der Gegend trug das großgewachsene, schlanke Mädchen mit blauen Augen und braunem, schulterlangem Haar den Spitznamen Malibu Barbie.
Weil die Kosten für die Teilnahme an den nationalen Surfmeisterschaften in North Carolina 1974 nur für männliche Surfer übernommen wurden, organisierte Fuchs zwei Benefizvorführungen von Surf-Dokumentarfilmen, deren Erlös die Reisekosten für weibliche Teilnehmer decken sollte. Sie überredete die Regisseure, ihre Filmrollen für diese Veranstaltungen kostenlos zur Verfügung zu stellen, mobilisierte örtliche Behörden für die Bereitstellung von Räumlichkeiten und Genehmigungen für Brandschutz und Sicherheit, verteilte Hunderte von selbst gemachten Flugblättern entlang des Pacific Coast Highways und kontrollierte an der Tür die Eintrittskarten der bis auf die letzten Stehplätze ausverkauften Events.
Die Suche nach Gleichgesinnten führte Jackie Fuchs zum Sunset Strip in West Hollywood, mit seinen zahlreichen Boutiquen, Restaurants und besonders Rock- und Nachtclubs, die Mitte der 1970er-Jahre von Trends wie Punk und Glam Rock geprägt waren.

### Bassistin der BandThe Runaways

#### Eintritt in die Band

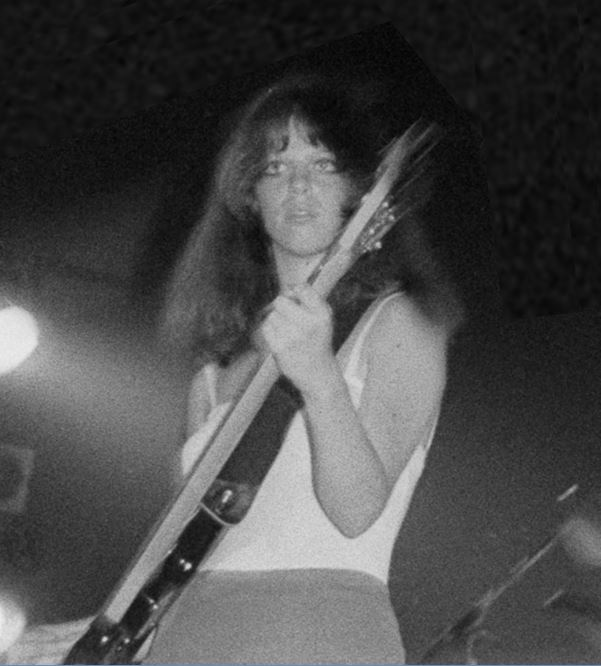
Brumrock ’76, Bingley Hall, Birmingham

Der Radio-Discjockey Rodney Bingenheimer sprach im Herbst 1975 die zu dieser Zeit fünfzehnjährige Jackie Fuchs auf der Tanzfläche des Nachtclubs Starwood in West Hollywood an und stellte sie dem Musikproduzenten Kim Fowley vor. Fowley suchte nach Talenten für die Band The Runaways, die er zu dieser Zeit mit der Rhythmusgitarristin Joan Jett und der Schlagzeugerin Sandy West zusammenstellte. Zunächst traf sich Fuchs mit Jett und West und spielte mit dem Titel Strutter der Band Kiss für die Leadgitarre vor, wonach ihre Erkenntnis war: „Ich mochte sie nicht und sie mochten mich nicht.“ Danach setzte sich auf dieser Position Lita Ford durch. Zwischenzeitlich stieß noch Cherie Currie als Leadsängerin zur Band hinzu. Kurz darauf bestellte Fowley Fuchs erneut ein, um der Band als Bassgitarristin vorzuspielen. Fowley erklärte: „Jackie war das Mädchen von nebenan, das ich brauchte, um einen Ausgleich zu der großbusigen Lita, der burschikosen Joan und der Surferin Sandy zu schaffen. So konnten die Jungs [aus dem Publikum], die Angst vor diesen weiblichen Biestern haben würden, über eine Stewardess-/Krankenschwester-Assoziation [mit Jackie] in Gang gebracht werden.“
Fuchs kam zum Probespiel und „lernte etwa 10 Songs innerhalb einer halben Stunde, Kim ging herum und fragte: ‚Wollt ihr sie in der Band haben?‘ Joan und Sandy sagten ja, Lita sagte nein.“ Cherie Currie überredete schließlich Lita Ford, mit ja zu stimmen. Wie ihre Bandkolleginnen war Currie ungeduldig und wollte mit der Gruppe Fortschritte erzielen. Außerdem „war es mir wirklich egal, wen wir in die Band holten, und es stellte sich heraus, dass sie [Jackie] ein echtes Juwel für die Runaways darstellte, denn sie hatte eine ganz andere Qualität[, das besondere Etwas]. Sie trug meist diese Frederick’s-of-Hollywood-Klamotten […] und die Jungs waren verrückt danach,“ sagte Currie.

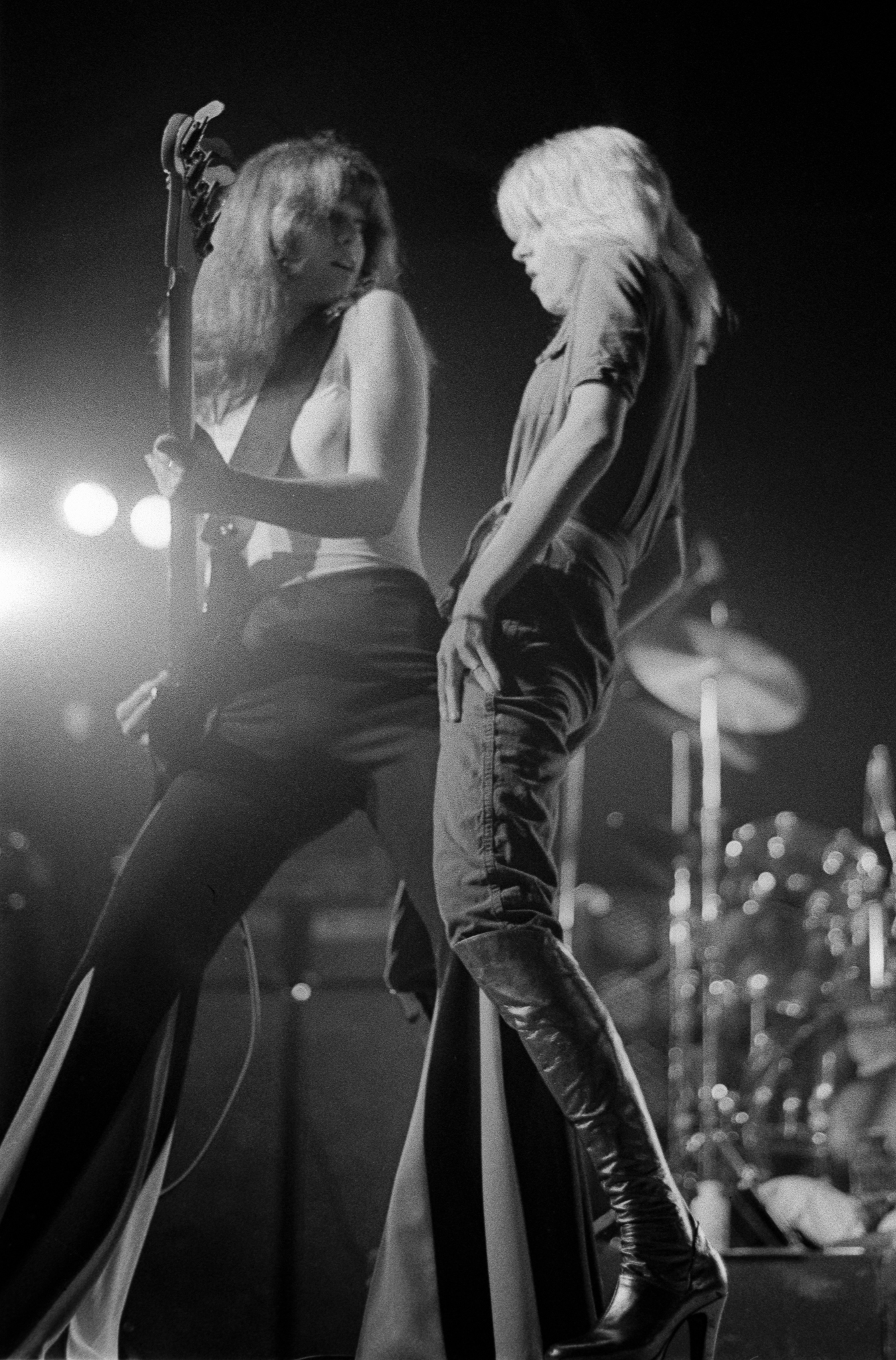
Jackie Fox mit Cherie Currie, Bingley Hall 1976

Kim Fowley besuchte Jackies Mutter Ronnie Fuchs und erklärte ihr seine Pläne für ihre Tochter und die Band, die auch unter anderem Privatunterricht und Chaperones auf Konzertreisen in Aussicht stellten. Jackie verließ kurz vor ihrem 16. Geburtstag die Schule und trat als jüngstes Mitglied den Runaways bei, wofür sie den Bühnennamen „Jackie Fox“ annahm. Fox war nach Micki Steele und Peggy Foster die dritte Bassistin der Gruppe innerhalb der ersten zwei Monate (November/Dezember 1975) des Bestehens der Band. Etwa eine Woche, nachdem Jackie Fox in die Gruppe eingetreten war, nahm das Label Mercury Records Fowley und die Band unter Vertrag.
Für die Studioaufnahmen des The Runaways betitelten Debütalbums hatte Kim Fowley 1976 den Bassisten der Band Blondie, Nigel Harrison, verpflichtet, sodass Jackie Fox hier nur im Begleitgesang mitwirkte. Sie sagte später: „Ich glaube, Kim [Fowley] wusste nicht so recht, was er von mir erwarten konnte, da ich gerade erst der Band beigetreten war. Angesichts des knapp bemessenen Aufnahmebudgets wollte er wohl sein Risiko minimieren […]“. Dabei habe er nicht nach der Perfektion gestrebt, die aus Fox’ Sicht für eine „bestmögliche Aufnahme“ des Titels erreichbar gewesen wäre.

#### Tourneen und Austritt aus der Band
Die Band tourte zunächst in den Vereinigten Staaten, wobei das Verhältnis zwischen Jackie Fox und ihren Bandkolleginnen sowie dem Management von Misstrauen geprägt war, was sie aufbrausend und wachsam machte. Auf den langen Autofahrten zwischen den Veranstaltungsorten blieb Fox wach, weil sie befürchtete, dass der Fahrer einschlafen könnte. Sie hielt sich von Alkohol und Drogen fern und beschwerte sich, wenn ihr Tourmanager Scott Anderson das Essensgeld für Drogen für die Band ausgab. Bei einem Zwischenstopp in Cleveland wandte sie sich in einem Brief an ihre Familie: „Ich bin mir nicht sicher, ob ich diese Tournee bei all dem Geschrei, dem Gebrüll und der einhergehenden Dummheit durchhalten werde.“
Die anderen Musikerinnen, vor allem Lita Ford, sahen in Jackie Fox jemanden, der ihnen aufgezwungen worden war; „ihre Kunstfertigkeit am Bass entschädigte nicht für all ihr Gejammer“. Fox versuchte, mehr Kontrolle für die Bandmitglieder zu erlangen; so wollte sie den Protesten ihres Booking-Agenten zum Trotz Verträge für Live-Shows lesen und genehmigen. Sie versuchte Kim Fowley als Produzenten abzusetzen, da sie glaubte, die Band habe Besseres verdient. Auf eigene Kosten war sie nach New York geflogen, wo sie den Manager der Band Kiss als Nachfolger für Fowley und den Produzenten der Band Aerosmith für die Arbeit an ihrem nächsten Album rekrutieren konnte. Ihr Putschversuch entlockte den anderen Mädchen der Gruppe jedoch nicht mehr als ein Achselzucken. „Was mir zu schaffen machte, war die Apathie der Band gegenüber allem“, sagte Fox. „Man konnte sie nicht dazu bringen, sich für ihr eigenes Wohlergehen zu interessieren.“

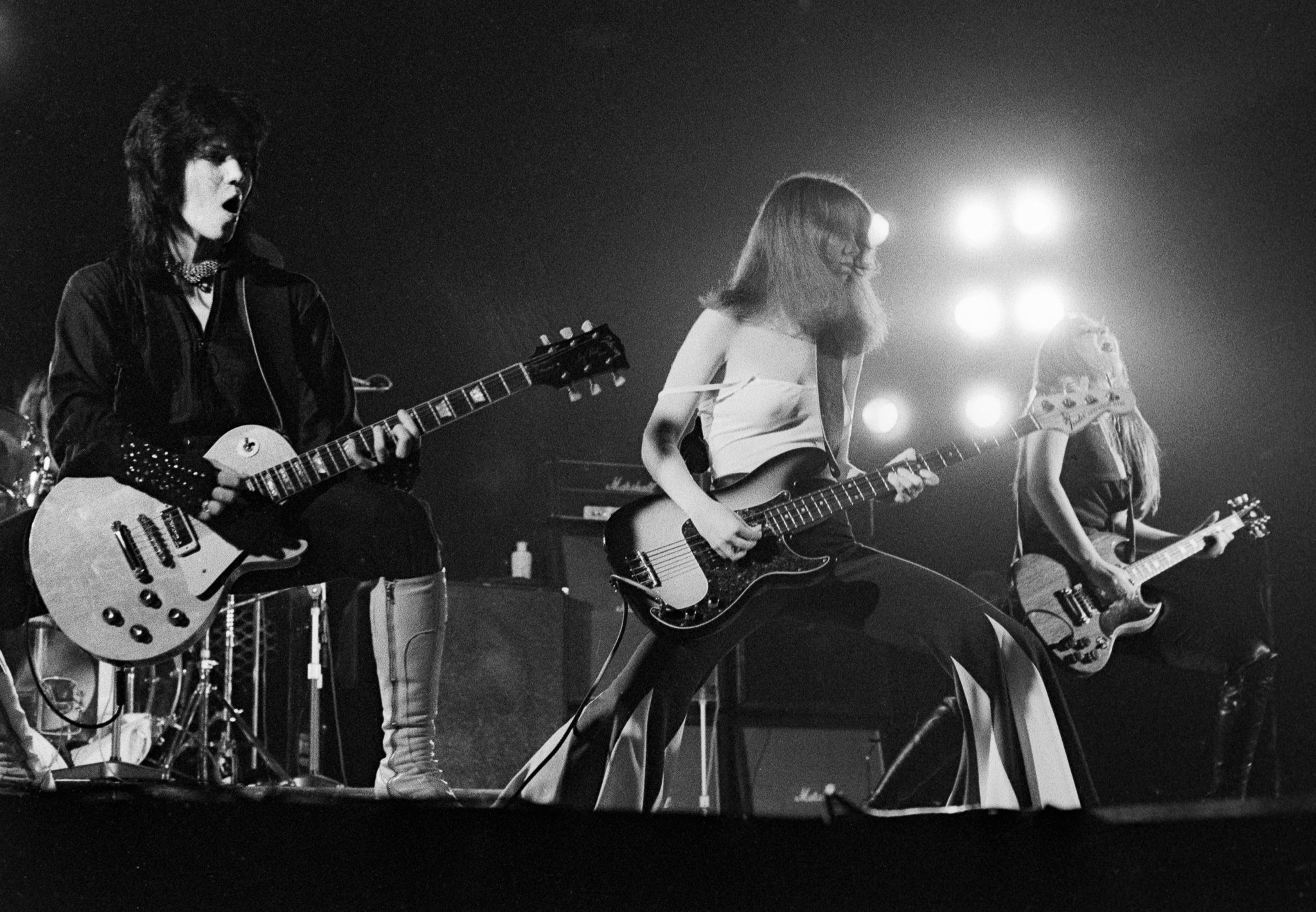
Joan Jett (Rhythmus-Gitarristin, links), Jackie Fox (Bassistin, Mitte) und Lita Ford (Lead-Gitarristin, rechts) Brumrock '76, Bingley Hall

Weitere Touren führten die Band nach Europa und Japan (auf einer der Reisen nach Europa begleitet Ronnie Fuchs ihre Tochter). Der Titel Cherry Bomb, das erfolgreichste Lied der Gruppe, erreichte Platz 1 in den japanischen Charts. Die Musikerinnen wurden in dem Land von ihrer euphorisierten Fangemeinde mit einem an Beatlemania erinnernden frenetischen Empfang begleitet und spielten vor ausverkauften Häusern. Die Spannungen unter den fünf jungen Frauen, die alle den Rock-’n’-Roll-Lebensstil führten, waren jedoch groß. Fox verließ die Band im Juni 1977 im Alter von 17 Jahren, kurz vor Ende der erfolgreichen Japan-Tournee. Für den Rest der Tournee übernahm Joan Jett das Bassspiel. Fox wurde nach der Tournee durch Vicki Blue ersetzt.
Fox sagte später: „Ich verließ die Band [fast] zum Ende unserer Japan-Tournee im Juni 1977, nachdem meine Gibson-Thunderbird-Bassgitarre mit Baujahr 1965 (schon 1977 ein sehr seltener, schöner Bass) am Hals abgebrochen war und ich feststellen musste, dass sie [zum einen trotz meiner Hinweise nicht korrekt gelagert, zum anderen] nicht versichert worden war und dass sich eigentlich niemand um uns kümmerte.“ Es gab keine Tutoren oder Chaperones. „Wir waren völlig unbeaufsichtigt, wir lebten [tatsächlich] wie die Ausreißer“ (englisch runaways), der Name der Band war Program. „Ich hatte zu diesem Zeitpunkt bereits die Nase gestrichen voll von all der Streiterei [unter den Bandmitgliedern], es brauchte also nicht viel, um mich aus der Bahn zu werfen. Ich war damals erst 17 Jahre alt!“
Es gab Berichte über einen anschließenden Selbstmordversuch in Japan. Cherie Currie schilderte, sie sei an diesem Tag sehr besorgt um Jackie Fox’ „geistigen Zustand“ gewesen und habe an ihrer Zimmertür geklopft. Als Fox öffnete, habe sie eine Glasscherbe in der Hand gehalten und eine Verletzung an ihrem Arm aufgewiesen. Angesprochen auf einen Selbsttötungsversuch von Fox reagierte Lita Ford 2004 amüsiert und bezeichnete die Bassistin als „eine verdammte Hypochonderin“. Fox kommentierte den Vorfall so: „Es ist nie etwas passiert. Ich habe mir an einer zerbrochenen Flasche [die ich aus Wut an die Wand geworfen hatte] den Arm angeschnitten und bin kurz danach aus der Gruppe ausgestiegen. Ich war zwar traurig darüber, die Band zu verlassen, aber [aus dem Schnitt] haben die Leute die falschen Schlussfolgerungen gezogen.“ An anderer Stelle fügte sie hinzu: „Ich rief meine Mutter an und sagte: ‚Hol mich hier raus.‘ Sie sagte: ‚Du nimmst das nächste Flugzeug.‘ […] Als ich abreiste, hatte ich kein Geld, weil wir [Bandmitglieder vom Management] immer sehr knapp bei Kasse gehalten wurden. Der japanische Promoter überreichte mir ein Busticket zum Flughafen. Ich musste weinen, weil noch nicht einmal jemand mit zum Flughafen kam, ich wurde allein in einen Bus gesetzt.“

### Nach dem Ausscheiden aus der Band
Jackie Fox war noch auf dem Album Flaming Schoolgirls von 1980 zu hören, einer Kompilation von Outtakes, die von den Aufnahmen zu Queens of Noise von 1976 bis dato unveröffentlicht waren. Später erschien sie erneut auf den Kompilationsalben Neon Angels und The Best of the Runaways. 1994 kamen Cherie Currie, Jackie Fox und Sandy West noch einmal für ein Konzert im Rockclub Whisky a Go Go in West Hollywood zusammen.
Jackie Fox war Co-Produzentin und Interviewpartnerin in dem 2004 erschienenen Dokumentarfilm Edgeplay: A Film About the Runaways, in dem Victory Tischler-Blue Regie führte, die Fox als Bassistin der Runaways ersetzt hatte. Fox verweigerte die Erlaubnis zur Verwendung ihres Namens in dem 2010 erschienenen biographischen Spielfilm The Runaways. Stattdessen schufen die Produzenten mit der Bassistin „Robin“ eine fiktive Figur, die von der Schauspielerin Alia Shawkat dargestellt wurde.
Nachdem sie die Band The Runaways verlassen hatte, arbeitete Fuchs als Agentin für Models, als Managerin für Musikpromotion und als Promoterin für die Feuerlauf-Seminare des professionellen Redners Tony Robbins. Zwischenzeitlich nahm sie Gelegenheitsjobs an, arbeitete als Gebrauchtwagenverkäuferin, verkaufte Tonerkartuschen über das Telefon und sprach für eine Rolle in dem Film This Is Spinal Tap von 1984 vor.
Fuchs studierte Linguistik und Italienische Sprache an der University of California, Los Angeles und schloss dort 1988 mit einem Bachelor of Arts und der Auszeichnung summa cum laude ab, woraufhin sie zur Mitgliedschaft in der akademischen Ehrengesellschaft Phi Beta Kappa eingeladen wurde. Danach besuchte sie die Harvard Law School, die sie als Juris Doctor abschloss. Einer ihrer Kommilitonen hier war Barack Obama. Fuchs spricht Französisch, Griechisch, Italienisch und Spanisch. Sie arbeitete zuletzt als Anwältin für Unterhaltungsrecht im Bereich Film und Fernsehen an der Westküste der Vereinigten Staaten.
1980 trat Fuchs in einer Folge der Sendereihe The Dating Game auf, die einem der deutschen Fernsehreihe Herzblatt ähnlichen Konzept folgte. Im Jahr 2013 nahm Fuchs als Kandidatin in dem US-amerikanischen Ableger der britischen Spielshow The Chase teil, deren deutsche Adaption unter dem Titel Gefragt – Gejagt bekannt wurde. Am 6. September 2013 war sie Kandidatin bei US-amerikanischen Version von Who Wants to Be a Millionaire?, in deren Verlauf sie von 16.100 US-Dollar auf einen Endgewinn von 1000 US-Dollar fiel. Im Dezember 2018 trat sie in der Fernseh-Quizshow Jeopardy! auf und gewann in vier Spielen 87.089 US-Dollar.

### Vorwürfe sexueller Übergriffe durch Kim Fowley

#### Gerüchte eines Vorfalls Silvester 1975
Um den Produzenten Kim Fowley kursierten über lange Zeit Gerüchte, er habe auf einer Party in der Silvesternacht 1975 ein minderjähriges Mädchen vergewaltigt, jedoch war das Opfer nie namentlich identifiziert worden. Cherie Currie hatte wiederholt von „Kim Fowleys Sexualkundeunterricht“ berichtet, für den Fowley um diese Zeit vor den Augen der Bandmitglieder in einem Hotelzimmer Sex mit einer Frau hatte, um „euch Hündinnen beizubringen, wie man f*ckt“. Fowley habe an einer durch Drogen oder Alkohol „stark beeinträchtigten jungen Frau“ sexuelle Handlungen vorgenommen. „Marcie“, wie sie das vermeintliche Groupie betitelte, habe „ihn dazu angespornt“. Currie beanspruchte für sich, dass sie sich im Hotelzimmer gegen den Übergriff Fowleys ausgesprochen habe und aus dem Raum gestürmt sei, als er sich geweigert habe aufzuhören. In mehreren Interviews und schriftlichen Schilderungen verortete sie den Vorfall mal in San Diego, mal in Whittier, in Huntington Beach und auch in Norwalk. Fowley bestritt diese Vorwürfe.
Currie hatte in ihrem Buch Neon Angel: A Memoir of a Runaway den Vorfall mit „reißerischer Ausführlichkeit“ geschildert und dabei ausgeführt, dass, während die Band diesem „Unterricht“ beiwohnte, Jackie Fox sich als „gleichgültige Zuschauerin“ erwiesen und derweil die Frage nach mehr Burgern in den Raum gestellt habe, da sie noch hungrig gewesen sei.
Fuchs drohte im Jahr 2000 über ihren Anwalt mit rechtlichen Schritten gegen Currie für den Fall, dass das entsprechende Kapitel in seiner ursprünglichen Form veröffentlicht werden sollte, da „das in Cheries Buch beschriebene Ereignis nie stattgefunden“ habe. Currie habe geantwortet, dass sie nicht wie gefordert Fuchs aus dem Kapitel entfernen, sondern Fuchs nun als die Sexpartnerin Fowleys darstellen werde. Fuchs schrieb hierzu: „Waren unsere Manager ausfallend und haben sie uns ausgenutzt? Auf jeden Fall. […] Haben sie uns jemals unter Drogen gesetzt oder jemanden gezwungen, Sex mit ihnen zu haben? Nicht, dass ich das je gesehen hätte.“ „Ich vermute, dass eine Menge passiert ist, von der ich nichts weiß“, so Fuchs. „Wir sprachen über so vieles nicht, besonders wenn Kim involviert war. Wir haben dann einfach so getan, als ob diese Dinge nicht passiert wären.“ „Jeder in der Band hat unterschiedliche Erinnerungen an die sich zugetragenen Ereignisse und es ist schon verlockend, jedem glauben zu wollen.“ Jedoch sei „das Gedächtnis 25 Jahre nach dem Ende der Runways ein merkwürdiges Ding“. Letztendlich entfernte Autorin Currie die Nennung ihrer ehemaligen Bandkollegin Fuchs aus diesem Kapitel.

#### Vergewaltigungsvorwurf von Jackie Fuchs 2015
Kim Fowley starb im Januar 2015 an Krebs. Im Juli des Jahres erhob Fuchs über einen Artikel des von ihr ausgewählten Journalisten Jason Cherkis in der Huffpost den durch Zeugenaussagen gestützten Vorwurf, Fowley habe sie in der Silvesternacht 1975 nach einem Runaways-Auftritt in dem Club Wild Man Sam’s in Orange County auf einer Party in einem Motel vergewaltigt. Fuchs, die damals gerade seit elf Tagen sechzehn Jahre alt war, soll mit bis zu sechs Tabletten des Arzneimittels Quaalude betäubt worden sein, ein Hypnotikum mit dem Wirkstoff Methaqualon, das in den 1970er-Jahren in der Szene als Rauschmittel weit verbreitet war. Die Droge sei ihr von einem Roadie verabreicht worden, der sie instruiert habe, sie einzunehmen und keine Fragen zu stellen.
Fuchs, die normalerweise keine Drogen nahm, habe darauf immer wieder das Bewusstsein verloren und sei handlungsunfähig gewesen, während der zu dieser Zeit 36 Jahre alte Fowley sie erst einem Roadie und anderen zum Beischlaf angeboten und dann vor den Augen der Partygäste (inklusive Bandkolleginnen Currie, West und Jett) selbst vergewaltigt habe. Hierbei habe er die Zähne gefletscht und geknurrt wie ein Hund, zwischenzeitlich sei er aufgestanden und durch den Raum stolziert, um dann wieder zu Jackie Fuchs’ Körper zurückzukehren. Fuchs sagte, dass sie in ihrer letzten Erinnerung an die Nacht Cherie Currie und Joan Jett gesehen habe, die sie während Fowleys Übergriff anstarrten. Die zu dieser Zeit vierzehnjährige Kari Lee Krome, Mitbegründerin und Songschreiberin der Gruppe, gab an, während der Vergewaltigung Jett und Currie zeitweise kichernd im Zimmer sitzend gesehen zu haben.
Bei der nächsten Bandprobe einige Tage später wartete Fuchs nervös auf eine Reaktion ihrer Bandkollegen, jedoch registrierten die Mädchen ihre Anwesenheit kaum. Sie stöpselten einfach ihre Instrumente in den Verstärker und spielten ihre Songs. An diesem Tag wurde der Elefant Mitglied in der Band, sagte Fuchs, die das Schweigen ihrer Bandkolleginnen als Zeichen dafür nahm, dass auch sie sich ruhig verhalten sollte. „Ich wusste nicht, ob ich Unterstützung von jemand erwarten konnte“, sagt sie. „Ich wusste [aber], dass ich von der Polizei schrecklich behandelt werden würde – dass ich diejenige sein würde, die eher vor Gericht landen würde als Kim [Fowley]. Ich habe mich jahrzehntelang geschämt und angenommen, es sei irgendwie meine Schuld gewesen.“

#### Reaktionen ehemaliger Bandmitglieder
Im Zuge von Jason Cherkis’ Recherche hatte Joan Jett über einen Sprecher bestritten, Zeugin eines derart beschriebenen Vorfalls gewesen zu sein. Ihr Vertreter verwies alle weiteren Fragen an Jackie Fuchs, „da es sich um eine Angelegenheit handelt, die sie selbst betrifft und in der sie für sich selbst sprechen kann.“ Nach der Veröffentlichung des Artikels erklärte Jett in einen schriftlichen Stellungnahme: „Jeder, der mich wirklich kennt, weiß, dass ich nicht tatenlos zusehen würde, wenn ich die Vergewaltigung einer Freundin oder Bandkollegin mitbekäme. Sicherlich gab es bizarre Beziehungen innerhalb dieser Gruppe junger Teenagerinnen, die in den 1970er-Jahren zu Starruhm aufstiegen, aber dieses Vorfalls war ich mir nicht bewusst. Natürlich ist Jackies Geschichte zutiefst verstörend, und obwohl wir seit Jahrzehnten keinen Kontakt mehr miteinander haben, wünsche ich ihr Frieden und Heilung.“
Cherie Currie „bekräftigte seither in zahllosen Interviews ihre Version der Ereignisse: Sie habe nichts gesehen, was nach Vergewaltigung aussah“. So sagte sie: „Ich wurde des Verbrechens beschuldigt, in die toten, flehenden Augen eines Mädchens geschaut zu haben, das sich nicht bewegen konnte, während es brutal vergewaltigt wurde, und dabei nichts getan zu haben. […] Wenn ich dessen schuldig wäre, würde ich es zugeben.“ Sie kündigte an sich einem Lügendetektortest zu unterziehen, den sie über Crowdfunding zu finanzieren suchte.
Sandy West, die zum Zeitpunkt von Jason Cherkis’ Recherche bereits verstorben war, hatte 2004 in dem Dokumentarfilm Edgeplay: A Film About The Runaways erklärt, dass Fowley einige der Bandmitglieder verbal und emotional missbraucht habe, darunter auch Jackie Fuchs. Möglicherweise habe es auch sexuellen Missbrauch gegeben, West sei jedoch nicht die richtige Person, die es hier zu befragen gelte.
Lita Ford gab in einem Interview von 2015 bekannt, sie sei zur fraglichen Zeit nicht anwesend gewesen. Sie habe von dem Vorfall erst vor kurzem von einem anrufenden Journalisten zum ersten Mal gehört. Aber sie wisse, dass Jackie keine Lügnerin sei, und sie glaube ihrer Schilderung des Vorfalls.
Victory Tischler-Blue (als Vicki Blue die Nachfolgerin von Jackie am Bass bei The Runaways) sagte, dass alle Mitglieder der Gruppe „sich dieses hässlichen Ereignisses immer bewusst“ gewesen seien.
Alle befragten Zeugen sagten aus, dass sie sich bei diesem Vorfall eingeschüchtert fühlten. Neben Fuchs gaben noch zwei weitere Frauen in dem Huffpost-Artikel an, dass sie als Teenager von Kim Fowley sexuell missbraucht worden seien.
„Wenn ich von einer Sache enttäuscht bin, dann ist es der Umstand, dass es in der Geschichte nur noch darum geht, wer was wann wusste und wer was getan oder nicht getan hat. Darum geht es hier überhaupt nicht“, schrieb Fuchs. „Es wäre schön, wenn alle, die in der Nacht meiner Vergewaltigung dabei waren, darüber sprechen könnten, wie es sie im Laufe der Jahre beeinflusst hat. Aber ich respektiere es, wenn sie nicht darüber reden wollen. Ich habe Jahre gebraucht, um ohne Scham darüber zu sprechen. Ich kann mir nur vorstellen, was es heißt, das alles mit ansehen zu müssen. […] Meine Vergewaltigung war für alle [Beteiligten] traumatisch, nicht nur für mich, und jeder geht auf seine Weise und zu seiner Zeit mit dem Trauma um. Es erforderte außergewöhnlichen Mut für viele der Zeugen, offen darüber zu sprechen, wie sie sich fühlten.“
Fowley hatte zu Lebzeiten stets „jegliche sexuelle Unangemessenheit gegenüber Mitgliedern der Runaways abgestritten“, so auch in Evelyn McDonnells Buch Queens of Noise: The Real Story of The Runaways von 2013: „Sie können alle bis zum Sankt-Nimmerleins-Tag darüber reden, aber meiner Meinung nach habe ich mit niemandem von den Runaways geschlafen, noch haben sie mit mir geschlafen.“

#### Weiterer Verlauf
Nach ihrem Outing trat Fuchs mit ihrem Anwalt Michael Cavalluzzi in der Web-Show Crime Time auf, wo sie die Vorwürfe öffentlich diskutierte. Fuchs erklärte hier, dass Kari Lee Krome, Zeugin der Vergewaltigung, in Evelyn McDonnells Buch ihre Sicht der Dinge geschildert hatte und dadurch Fuchs’ Erinnerungen wachgerüttelt habe, die sie jahrzehntelang versucht habe zu verdrängen. Im Dezember 2014, einen Monat vor Fowleys Tod, habe sie ihn hiermit konfrontiert in der Hoffnung, dass er die Vergewaltigung zugeben würde. Sie besprach auch den Zuschauereffekt und dessen Rolle bei Vergewaltigungen.
In der Folge hielt Fuchs Vorlesungen zur Analyse des Vorfalls, in denen sie zu Themen wie Victim blaming, Risiko-Belohnungs-Modell, Kognitive Verzerrung oder Pluralistische Ignoranz sprach, so in der Eröffnungsveranstaltung der Konferenz zu Genderfragen MOSAIC 2016 an der Carnegie Mellon University in Pittsburgh.

## Veröffentlichungen (Auswahl)
Als Bassistin der Runaways:
- The Runaways (Backgroundgesang), 1976
- Runaways: Queens of Noise, 1977
- The Runaways Live in Japan, 1977
- 20th Century Masters. The Millennium Collection: The Best of the Runaways, 2005

Als Autorin:
- The Well, unveröffentlichter Roman
- The Bitter Fruit of Forever: A Novelette. Howling Fox Books, 2016, ISBN 0-692-66803-9.
- Artikel und Aufsätze in Huffpost
  - Why Opera Rocks vom 27. August 2008.
  - Why Barack Obama Reminds Me of Joan Jett vom 26. September 2008.
  - The Toxic Crime of the Century vom 5. Oktober 2008.
  - Ballot Measures Too Confusing? Throw a Proposition Party vom 8. Oktober 2008.
  - Enough About Sarah Palin... What About ME? vom 13. Oktober 2008.
  - Divorced Dad with Daughter: TV’s Newest Cliche vom 15. Februar 2009.
  - Why We Give to Animal Charities vom 13. Juni 2009.
  - I woke up in a parallel universe vom Dezember 2015.
  - I Was Raped By My Former Band’s Manager. One Year Ago Today I Spoke Up vom 7. August 2016.
  - Let’s Stop Blaming Passive Bystanders — And Start Holding the Actual Predators Accountable vom 6. Dezember 2017.

Als Spieleautorin:
- Rock Hard: 1977.[79]

Als Executive Producer:
- Edgeplay: A Film About the Runaways, 2004, Regie Victory Tischler-Blue.[80]

## Rezeption
Die US-amerikanische Punkband Germs aus Los Angeles widmete Jackie Fox 1981 ihren Titel Suicide Machine.
Kathy Valentine, Bassistin der Band Go-Go’s, lobte Jackie Fuchs: „Es ist unglaublich mutig von Jackie, dass sie sich endlich zu diesem Thema geäußert hat. Ich habe es ihr schon gesagt und ich werde es auch hier sagen: Durch das Erheben ihrer Stimme hat sie viel mehr für Frauen getan, als es die Runaways jemals getan haben.“
Maureen Herman, Bassistin der Band Babes in Toyland, äußerte sich wie folgt: „Ich war schockiert darüber, dass die Geschichte von Jackie Fox überhaupt in Frage gestellt werden konnte. Ihre Vergewaltigung fand in einem Raum voller Menschen statt, darunter zwei ihrer Bandkolleginnen, Cherie Currie und Joan Jett. Im Zuge der Recherchen des Artikels und der Enthüllungen von Fox meldeten sich viele Zeugen des Vorfalls und bestätigten, was sie gesehen haben und wer in jener Nacht im Jahr 1975 anwesend war.“
Victory Tischler-Blue, Fuchs’ Nachfolgerin am Bass bei den Runaways, führte aus: „Wir Runaways waren uns alle dieses hässlichen Ereignisses immer bewusst. Ich sehe dies nicht als ‚Hexenjagd‘, ‚kriminelle Anschuldigung‘ oder ‚Schuldzuweisung‘. Es handelt sich um die persönliche Geschichte eines Vergewaltigungsopfers, die sich mit dem zu arrangieren beginnt, was ihr vor so vielen Jahren widerfahren ist, während sie gleichzeitig versucht, die unschuldigen Zuschauer wissen zu lassen, dass sie diese nie in irgendeiner Weise dafür verantwortlich gehalten hat. Ich ermutige meine ehemaligen Bandkollegen, hier Mitgefühl und Verständnis zu zeigen und nicht den Sachverhalt in eine andere Richtung zu drehen.“